# Giovanni Lorenzo Lulier
Giovanni Lorenzo Lulier (* um 1662 in Rom; † 29. März 1700 ebenda) war ein italienischer Violonist, Cellist, Posaunist und Komponist.

## Leben und Wirken
Lulier, dem man den Beinamen Giovannino del Violone gab, stammte vermutlich aus einer spanischstämmigen Familie und war ein Schüler von Pietro Simone Agostini (1635–1680), einem Komponisten und Violonespieler, der in Diensten des Herzogs Ranuccio II. Farnese von Parma stand.
Zwischen 1676 und 1699 spielte Lulier regelmäßig in der Kirche San Luigi dei Francesi. Am 13. Oktober 1679 trat er der Congregazione di Santa Cecilia bei. Ab März 1681 war er in Diensten des Kardinals Benedetto Pamphilj als Komponist, Kopist und Violonespieler angestellt und ab als 1688 Posaunist bei den Musici del Campidoglio. Als Kardinal Pamphili 1690 Rom verließ, kam Lulier in die Dienste des Kardinals Pietro Ottoboni, wo er bis an sein Lebensende blieb. In den 1690er Jahren ist er gelegentlich als Cellist bei Konzerten, die unter der Leitung von Arcangelo Corelli standen, dokumentiert. Für Luliers Oratorium Beatrice d'Este (1689) komponierte Corelli das Eröffnungs-Concerto grosso.
Von Lulier sind fast ausschließlich Vokalwerke bekannt, die zumeist verschollen sind, darunter zahlreiche Oratorien, Bühnenwerke und Kantaten. 
Die Musik zum Weihnachtsoratorium Oratorio „per la nascita del redentore“ a sei voci, cori di angeli, pastori, demoni e orchestra von 1698 wurde 2013 erstmals wiederaufgeführt und eingespielt.
Der Cellist Klaus-Dieter Brandt und das Ensemble Alte Musik Köln spielten 2009 ein Cellokonzert Luliers ein, welches in keiner Enzyklopädie erwähnt wird und möglicherweise erst kürzlich entdeckt wurde.